# Wetterhaus

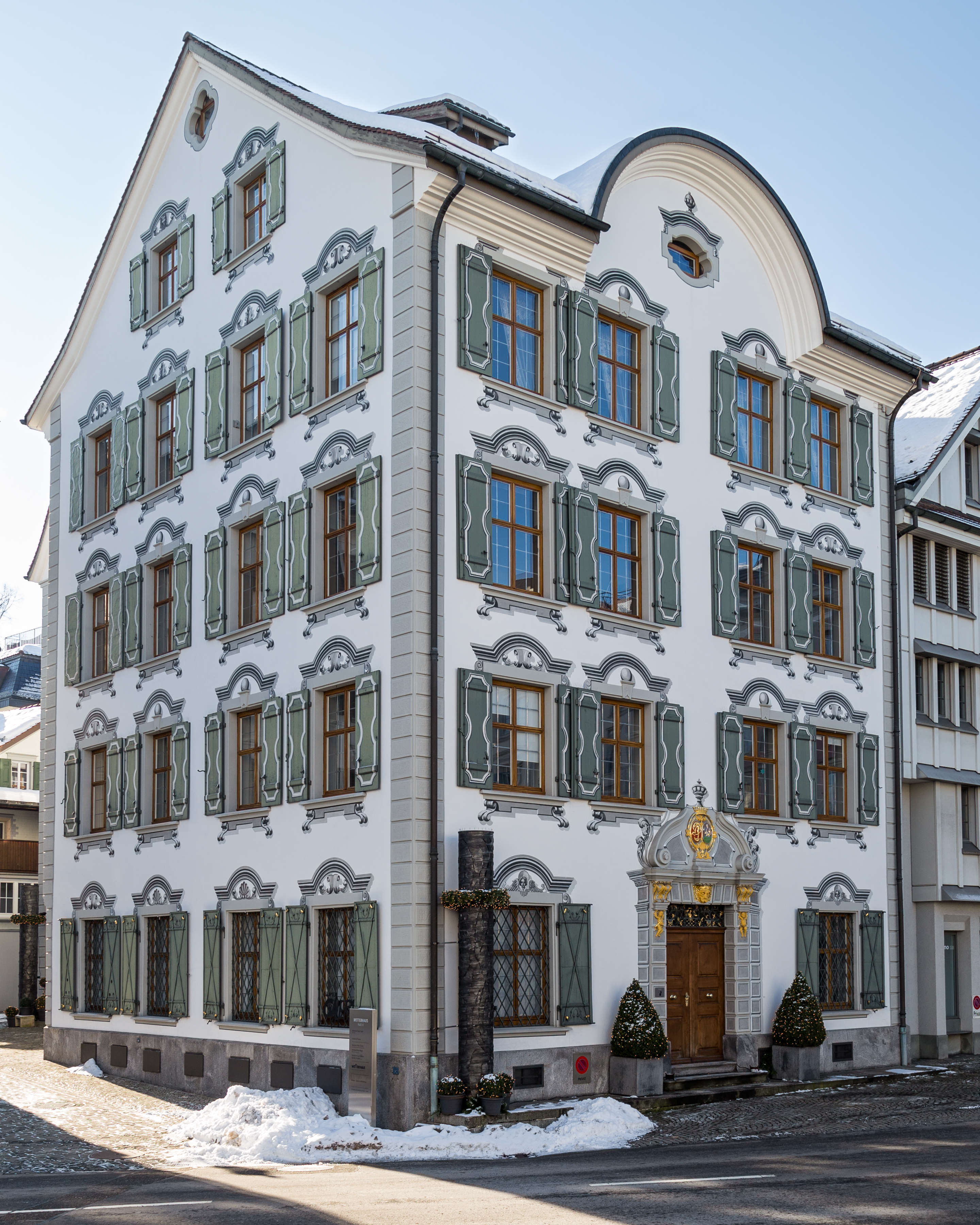
Wetterhaus (2019)

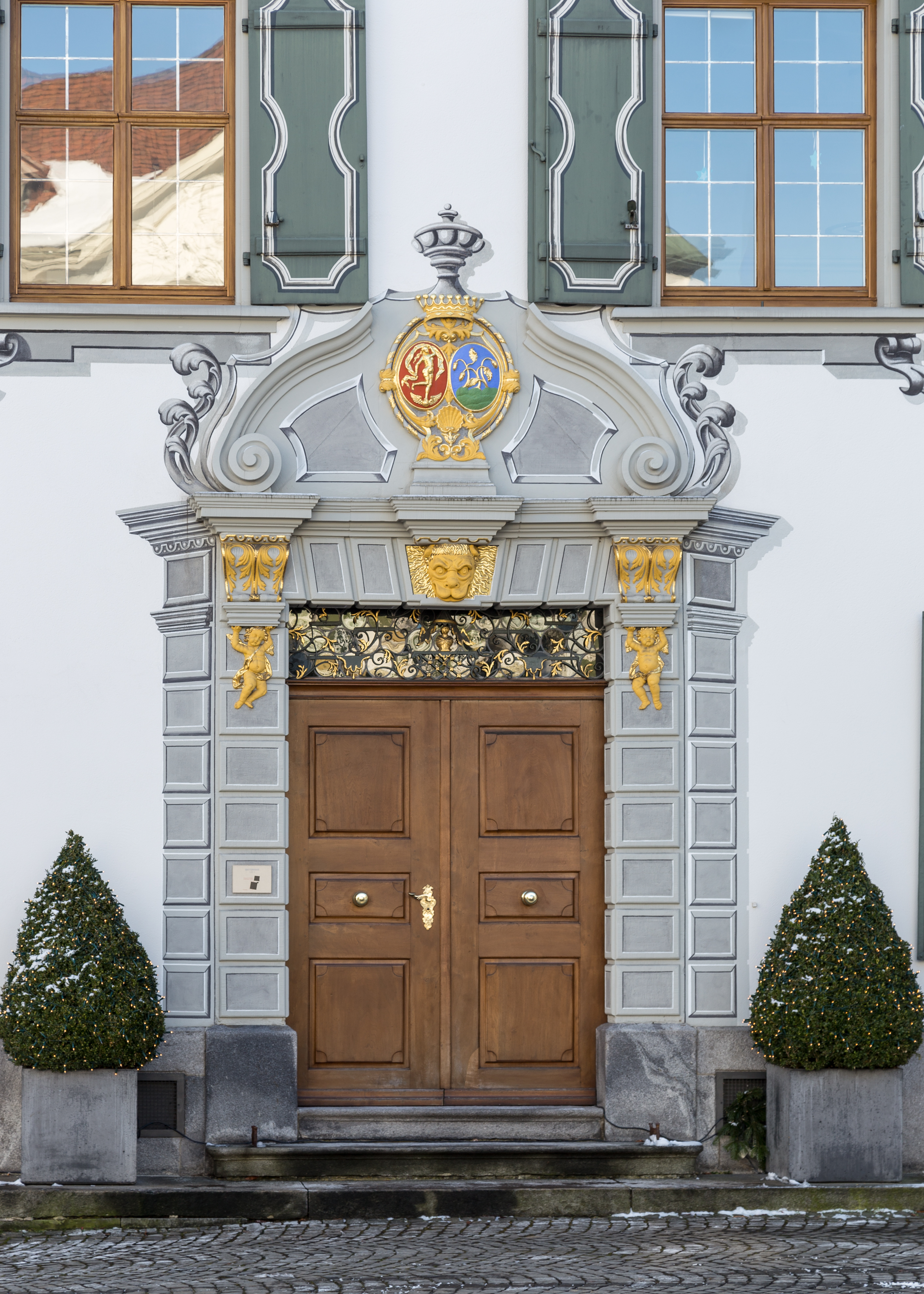
Frontportal (2019)

Das Wetterhaus ist ein historisches Gebäude im Zentrum von Herisau, Schweiz. Es wurde 1737 von Jakob Grubenmann für Johann Laurenz Wetter erbaut. Es findet sich in der Liste der Kulturgüter von nationaler Bedeutung im Kanton Appenzell Ausserrhoden.

## Architektur
Das Wetterhaus ist ein dominierendes Privathaus im Dorfzentrum. Sein barockes Äusseres wurde um 1820/30 mit klassizistischen Elementen versehen. Der Bau wurde 1977–1978 rekonstruiert und zuletzt 2009 renoviert. 
Das Haus besteht aus einem mit Eckquadern gefassten, quadratischen Vorderhaus mit Kontorräumen und herrschaftlichen Wohnungen sowie dem angefügten Hinterhaus für die Bediensteten. Die beiden ursprünglichen Sandsteinportale an Front und Rückseite des dem Platz zugewandten Vorderhauses sind erhalten. Im Innern finden sich Régence-Stuckaturen. Eine von drei Spiegeldecken weist ein Memento-mori-Bild zwischen den vier Jahreszeiten und Lebensaltern auf.